# Bo Burnham (album)
Bo Burnham is het debuutalbum van de Amerikaanse komiek Bo Burnham. Het album werd uitgebracht op 10 maart 2009 via het label Comedy Central Records en bevat een cd en een dvd. Het is het enige album van Bo Burnham dat een RIAA-certificaat heeft gekregen, namelijk gold.

## Nummers
1. "I'm Bo Yo" - 3:55
2. "My Whole Family..." - 3:58
3. "Bo Fo Sho" - 3:08
4. "Love is..." - 3:58
5. "The Perfect Woman" - 3:26
6. "High School Party" - 2:52
7. "Klan Kookout" - 2:45
8. "New Math" - 3:36
9. "I'm Bo Yo" - 3:31
10. "A Love Ballad" - 2:33
11. "Rehab Center For Fictional Characters" - 3:19
12. "Welcome To YouTube" - 3:33
13. hidden track - 2:01